# Laoheishan Zhen
Laoheishan Zhen (kinesiska: 老黑山镇, 老黑山) är en köping i Kina. Den ligger i provinsen Heilongjiang, i den nordöstra delen av landet, omkring 400 kilometer sydost om provinshuvudstaden Harbin. Antalet invånare är 14707. Befolkningen består av 6 718 kvinnor och 7 989 män. Barn under 15 år utgör 13,0 %, vuxna 15-64 år 78 %, och äldre över 65 år 7,0 %.
Genomsnittlig årsnederbörd är 928 millimeter. Den regnigaste månaden är juli, med i genomsnitt 186 mm nederbörd, och den torraste är januari, med 6 mm nederbörd.